# 洪周氏节孝坊
洪周氏节孝坊，位于中国广东省湛江市遂溪县建新镇渡头村，为遂溪县的一个县级文物保护单位，类型为古建筑，公布时间为1985年12月27日。
洪周氏节孝坊的历史年代为清代。